# Шанцу-Флорешть
Шанцу-Флорешть, Шанцу-Флорешті (рум. Șanțu-Florești) — село у повіті Ілфов в Румунії. Входить до складу комуни Грую.
Село розташоване на відстані 34 км на північ від Бухареста, 112 км на південний схід від Брашова.

## Населення
За даними перепису населення 2002 року у селі проживали 640 осіб, з них 639 осіб (99,8%) румунів. Рідною мовою 639 осіб (99,8%) назвали румунську.